# Bill LaRochelle
Bill LaRochelle, född 12 juli 1926, död 29 april 2011, var en friidrottare från Kanada. Han deltog vid olympiska sommarspelen 1948.